# Zin Min Tun (Fußballspieler, 1998)
Zin Min Tun (birmanisch ဇင်မင်းထွန်; * 5. Mai 1998) ist ein myanmarischer Fußballspieler.

## Karriere
Zin Min Tun erlernte das Fußballspielen in der Jugendmannschaft des Magwe FC. Hier unterschrieb er 2017 auch seinen ersten Vertrag. Der Verein aus Magwe spielte in der ersten Liga des Landes, der Myanmar National League. Bis Ende 2019 absolvierte er 15 Erstligaspiele für Magwe und schoss dabei sieben Tore. Anfang 2020 wechselte er nach Rangun zum Ligakonkurrenten Yangon United und Anfang 2022 zu Shan United.